# The Man in the Road
Pour plus de détails, voir Fiche technique et Distribution.
The Man in the Road est un film britannique réalisé par Lance Comfort, sorti en 1956. Il s'agit d'une adaptation du roman policier The Man in the Road du romancier britannique Anthony Armstrong.

## Fiche technique
- Titre : The Man in the Road
- Titre original : The Man in the Road
- Réalisation : Lance Comfort
- Assistant réalisateur : Frank Hollands
- Scénario : Guy Morgan (en) d’après le roman The Man in the Road d'Anthony Armstrong
- Direction artistique : Ray Simm
- Photographie : Stanley Pavey (en)
- Montage : Jim Connock (en)
- Musique : Bruce Campbell
- Production : Charles Leeds
- Société de production : Gibraltar Films
- Pays d'origine : Royaume-Uni
- Langue : Anglais
- Format : Noir et Blanc - 1,37:1
- Genre cinématographique : Thriller, film policier
- Durée : 83 minutes
- Date de sortie : Royaume-Uni : mars 1956

## Distribution
- Derek Farr (en) : Ivan Mason alias docteur James Paxton
- Ella Raines : Rhona Ellison
- Donald Wolfit : professeur Cattrell
- Lisa Daniely (en) : infirmière Mitzi
- Bruce Beeby (en) : docteur Manning
- Russell Napier : Scotland Yard Supt. Davidson
- Cyril Cusack : docteur Kelly
- Frederick Piper (en) : inspecteur Hayman
- Karel Stepanek : Dmitri Balinkev
- Olive Sloane (en) : Mrs Lemming
- Alfred Maron : le conducteur de l'ambulance
- John Welsh (en) : un employé

## Autour du film
- Une partie du film fut tournée dans les studios de la Beaconsfield Film Studios situés à Beaconsfield dans le Buckinghamshire en Angleterre.
- Il s’agit d’une adaptation du roman The Man in the Road du romancier britannique Anthony Armstrong.